# Endogamija
Endogamija, (od grč. endon – unutra i gamein – sklapati brak), pojava uspostavljanja spolnih (i bračnih) odnosa unutar neke društvene grupe. U prvim razdobljima ljudske povijesti endogamija je bila opća praksa, osobito u fazi promiskuiteta u hordi i u tzv. braku krvnog srodstva u prvim materinjskim rodovima. 
Endogamija može biti okomita i vodoravna. Okomita endogamija označava uspostavljanje spolnih odnosa između predaka i potomaka, a vodoravna endogamija označava takve odnose između pripadnika iste generacije, uključujući i rođenu braću i sestre. Odbacivanje promiskuiteta zapravo je dokrajčenje okomite endogamije. 
Pretpostavlja se da su naši preci iskustvenim putem dolazili do saznanja o posljedicama spolnih dodira i o štetnim posljedicama spolnih veza unutar rodovske grupe, tj. među krvnim srodnicima, i da je napokon došlo do zabrane endogamije. Ono što se u literaturi naziva brakom krvnog srodstva trajalo je manje od cjelokupnog trajanja strukture srednjeg stupnja divljaštva. Vodoravna endogamija karakterizira okončavajuće razdoblje neandertalaca i nešto duži vijek Homo sapiensa fosilisa. 
Grupni brak više nije endogaman. U režimu grupnog braka (punalua) spolne odnose mogu uspostavljati samo pripadnici različitih rodova. Endogamne tendencije u civiliziranim zemljama pojavljuju se kao rezultat nastojanja da se zadrži kompaktnost bogatstva ili da se ono takvim brakom još i uveća.